# 現振動
「現振動」（げんしんどう、Genshindou）は、アメリカ合衆国ワシントンD.C.出身の歌手、ダイアナ・ガーネットの楽曲で、メジャー6枚目のオリジナルシングル（2枚目のデジタルシングル、1枚目のコラボシングル）。
2023年4月15日に発売。発売元はAutodidactic Studios。

## 概要
前作「いごのうた」から約3年3ヵ月でのリリースで、ダイアナ・ガーネットの5枚目アニメタイアップシングル。
ジャケットは、miHoYo原神AUネットアニメ『Progenitor: The Shogunate』の背景を表す。

### タイアップ
- タイトル曲の「現振動」は、miHoYo原神AUネットアニメ『Progenitor』第1話「The Shogunate」、第4話「Visiting Neo Inazuma」（制作：Dillongoo Studios[2]）主題歌。[3][4][5][6][7]B面曲の「現振動 (Fastland Retro Remix)」は、第2話「Albedo」エンディングテーマ。[8][9][5]
- 2023年4月15日、発売にあたり、タイトル曲の「現振動」は、原神同人特別番組「HoYoFair2023春 春のワンダーランド」（YouTube）に含め放送されたネットアニメ『Progenitor』第1話「The Shogunate」のにてティーザー版が放送された。[3]
- 2023年4月17日、「現振動」のビジュアライザーは「YouTube」にAutodidactic Studiosのチャンネルにて特番が放送された。[10] ビジュアライザーには、ジャケットイラストの舞台を表す。
- 2023年4月22日、「現振動」のミュージックビデオは「YouTube」にWaterflameのチャンネルにて特番が放送された。[11] ミュージックビデオには、ネットアニメ『Progenitor』第1話「The Shogunate」の舞台を表す。
- 2023年4月23日、オーペニングのミュージックビデオは「YouTube」にDillongoo Studiosのチャンネルにて特番が放送された。[12]
- 2023年4月28日、Autodidactic Studiosのオリジナルサウンドトラックアルバム『Progenitor: The Shogunate (Original Animation Soundtrack)』にてオリジナルバージョン、インストルメンタルバージョン及びFastlandの新アレンジレミックスバージョンの「現振動 -Fastland Retro Remix-」収録された。
- 2023年5月5日、B面曲の「現振動 (Fastland Retro Remix)」のミュージックビデオは「YouTube」にAutodidactic Studiosのチャンネルにて特番が放送された。[13]ミュージックビデオには、ジャケットイラストの舞台を表す。
- 2023年9月23日、「現振動 (Fastland Retro Remix)」は原神同人特別番組「HoYoFair2023 同人特別番組」（YouTube）に含め放送されるネットアニメ『Progenitor』第2話「Albedo」のにてティーザー版が放送された。[8]
- 2024年9月21日、タイトル曲「現振動」は原神同人特別番組「HoYoFair2024 灼熱の音楽祭」（YouTube）に含め放送されるネットアニメ『Progenitor』第4話「Visiting Neo Inazuma」のにてティーザー版が放送された。[6][7]

## 収録曲
全曲、作詞：Datenkou／ダイアナ・ガーネット、作曲：pftq (Autodidactic Studios)
1. 現振動 [3:14]
  - 編曲：Waterflame (Autodidactic Studios)／pftq (Autodidactic Studios)
  - miHoYo原神AUネットアニメ『Progenitor』第1話「The Shogunate」、第4話「Visiting Neo Inazuma」主題歌。[3][4][5][6][7]
  - Autodidactic Studiosのオリジナルサウンドトラックアルバム『Progenitor: The Shogunate (Original Animation Soundtrack)』にて収録された。
2. 現振動 (Instrumental Version) [3:23]
  - Autodidactic Studiosのオリジナルサウンドトラックアルバム『Progenitor: The Shogunate (Original Animation Soundtrack)』にて収録された。
3. 現振動 (Fastland Retro Remix) [2:35]
  - 編曲：FASTLAND
  - miHoYo原神AUネットアニメ『Progenitor』第2話「Albedo」エンディングテーマ。[8][9][5]
  - Autodidactic Studiosのオリジナルサウンドトラックアルバム『Progenitor: The Shogunate (Original Animation Soundtrack)』にて収録された。
  - Autodidactic Studiosのオリジナルサウンドトラックアルバム『Progenitor: Albedo (Original Animation Soundtrack)』にて収録された。

## 参加アーティスト
- ダイアナ・ガーネット - 歌詞、ボーカル
- pftq - 全作曲・編曲、プロデュース、ミックス、マステリング
- Waterflame - 編曲、プロデュース
- Datenkou - 歌詞
- Kazu - ミックス
- FASTLAND - 編曲

## 収録アルバム
- 現振動
  - Autodidactic Studios『Progenitor: The Shogunate (Original Animation Soundtrack)』
- 現振動 (Instrumental Version)
  - Autodidactic Studios『Progenitor: The Shogunate (Original Animation Soundtrack)』
- 現振動 (Fastland Retro Remix)
  - Autodidactic Studios『Progenitor: The Shogunate (Original Animation Soundtrack)』
  - Autodidactic Studios『Progenitor: Albedo (Original Animation Soundtrack)』

## 現振動 (Cyberpunk Remix)
前作「平和賛歌」から約2ヵ月でのリリースで、ダイアナ・ガーネットのメジャー1枚目のリミックスシングル（4枚目のデジタルシングル、3枚目のコラボシングル）、7枚目のアニメタイアップシングル。
ジャケットは、miHoYo原神AUネットアニメ『Progenitor: Albedo』の背景を表す。
2023年9月15日に発売。発売元はAutodidactic Studios。

### タイアップ
- タイトル曲の「現振動 (Cyberpunk Remix)」はmiHoYo原神AUネットアニメ『Progenitor』第2話「Albedo」（制作：Dillongoo Studios[2]）オーペニングテーマ。[8][9][5]
- 2023年9月16日、「現振動 (Cyberpunk Remix)」のミュージックビデオは「YouTube」にAutodidactic Studiosのチャンネルにて特番が放送された。[14] ミュージックビデオには、ジャケットイラストの舞台を表す。
- 2023年9月23日、原神同人特別番組「HoYoFair2023 同人特別番組」（YouTube）に含め放送されるネットアニメ『Progenitor』第2話「Albedo」のにてティーザー版が放送された。[8]
- 2023年10月18日、「現振動 (Cyberpunk Remix Instrumental)」のミュージックビデオは「YouTube」にAutodidactic Studiosのチャンネルにて特番が放送された。[15] ミュージックビデオには、ネットアニメ『Progenitor』第2話「Albedo」の舞台を表す。

### 収録曲
1. 現振動 (Cyberpunk Remix)
  - 編曲：Lappy／Waterflame (Autodidactic Studios)／pftq (Autodidactic Studios)
  - miHoYo原神AUネットアニメ『Progenitor』第2話「Albedo」オーペニングテーマ。[8][9][5]
  - Autodidactic Studiosのオリジナルサウンドトラックアルバム『Progenitor: Albedo (Original Animation Soundtrack)』にて収録された。
2. 現振動 (Cyberpunk Remix Instrumental)
  - Autodidactic Studiosのオリジナルサウンドトラックアルバム『Progenitor: Albedo (Original Animation Soundtrack)』にて収録された。
3. 現振動 (WF Cyberpunk B-Side Remix)
  - 編曲：Lappy／Waterflame (Autodidactic Studios)
  - Autodidactic Studiosのオリジナルサウンドトラックアルバム『Progenitor: Albedo (Original Animation Soundtrack)』にて収録された。

### 参加アーティスト
- ダイアナ・ガーネット - 歌詞、ボーカル
- Lappy - 全編曲
- Waterflame - 全作曲・全編曲、プロデュース、ミックス、マステリング
- pftq - 全作曲・編曲、プロデュース、ミックス、マステリング
- Datenkou - 歌詞
- Kazu - ミックス

### 収録アルバム
- 現振動 (Cyberpunk Remix)
  - Autodidactic Studios『Progenitor: Albedo (Original Animation Soundtrack)』
- 現振動 (Cyberpunk Remix Instrumental)
  - Autodidactic Studios『Progenitor: Albedo (Original Animation Soundtrack)』
- 現振動 (WF Cyberpunk B-Side Remix)
  - Autodidactic Studios『Progenitor: Albedo (Original Animation Soundtrack)』

## カバー
- 2023年9月22日、ノルウェー出身のYouTuberPelleKと韓国出身のYouTuberRaonのコラボ。デジタルシングル『現振動 (PelleK×Raon Cover)』収録。[16]
- 2023年9月22日、Raon。デジタルシングル『現振動 (Raon Cover)』収録。[17]